# Валенбергия
Валенбергия (лат. Wahlenbergia) — род травянистых (за редким исключением) растений семейства Колокольчиковые, состоит примерно из двухсот видов. Растения произрастают повсеместно (за исключением Северной Америки, Западной Европы, острова Тайвань), но в основном в Южном полушарии. На территории бывшего СССР представителей рода Валенбергия нет.

## Название
Род был назван немецким ботаником Генрихом Адольфом Шрадером (нем. Heinrich Adolf Schrader, 1767—1836) в 1814 году в честь Йёрана Валенберга (швед. Göran Wahlenberg, (1780—1851), шведского ботаника, профессора ботаники Уппсальского университета; описан род был позже, в 1821 году, немецким ботаником Альбрехтом Ротом (1757—1834).
Синонимы:
- Cephalostigma A.DC.
- Cervicina Delile
- Lightfootia L'Hér.
- Schultesia Roth

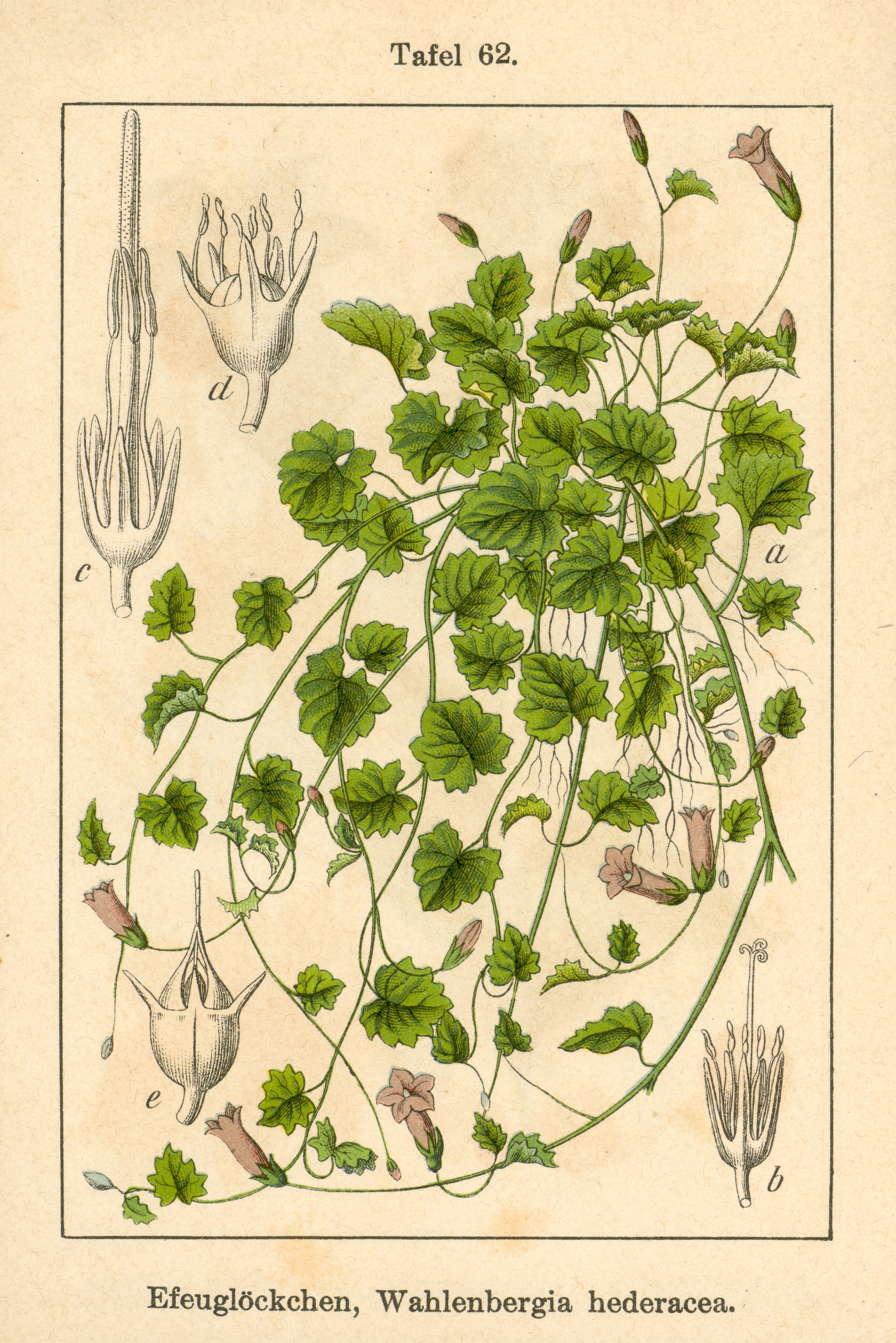
.

Самое большое разнообразие видов наблюдается в Африке и Австралазии. Некоторые виды встречаются на островах, включая остров Святой Елены, где были найдены четыре вида, включая ныне исчезнувший вид Wahlenbergia roxburghii.

## Биологическое описание
Представители рода — однолетние и многолетние травы, изредка полукустарники или маленькие кустарники..
Листья разнообразные.
Цветки пятидольные, довольно мелкие, могут быть и в форме звёздочек, и в форме трубчатых колокольчиков. Окраска венчика — различных оттенков белого, голубого или пурпурного цвета. Завязь у валенбергии, в отличие от большинства других колокольчиковых, не нижняя, а полунижняя.
Опыление происходит с помощью насекомых. Процесс опыления сходен с таковым у колокольчиков: пыльники вскрываются ещё в бутоне и пыльца оседает на волосках в верхней части столбика; когда цветки раскрываются, тычинки уже увядают; к тому моменту, когда рыльце станет готово к воспрятию пыльцы, «своей» пыльцы в цветках уже не остаётся (её успевают унести насекомые), поэтому самоопыления не происходят. Пыльцевые зёрна трёхпоровые.
Плод — коробочка. Плоды раскрываются локулицидно (то есть по средним жилкам плодолистиков) верхушечными створками, которые образуют на верхушке коробочки одно отверстие. Семена мелкие, многочисленные.

## Виды
По информации базы данных The Plant List род включает 263 вида, некоторые из них:
- Wahlenbergia albomarginata Hook. — Валенбергия белоокаймлённая, или Валенбергия новозеландская
- Wahlenbergia candollei Tuyn, 1960
- Wahlenbergia densifolia Lothian — Валенбергия густолистная
- Wahlenbergia gloriosa Lothian — Валенбергия славная, или Королевский колокольчик
- Wahlenbergia gracilis (G.Forst.) A.DC. — Валенбергия изящная
- Wahlenbergia hederacea (L.) Rchb. — Валенбергия плющевидная
- Wahlenbergia stricta (R.Br.) Sweet — Валенбергия прямостоячая, или Австралийский колокольчик